# 白果街道 (金堂县)
白果街道，原为白果镇，是中华人民共和国四川省成都市金堂縣下辖的一个乡镇级行政单位。2019年12月，撤镇设街道。

## 行政区划
白果街道下辖以下地区：
文武宫社区、五通村、红石板村、回龙桥村、顺江村、龙王村、罗盘村、古堰村、马家林村、高庙子村和正云村。